# Bernardo II di Werle
Bernardo II di Werle (... – 1382) è stato un principe di Meclemburgo e signore di Werle-Waren.

## Biografia
Bernardo era il figlio più giovane di Giovanni II di Werle.
Alla morte del padre, nel 1337, la Signoria passò a suo fratello maggiore Nicola che governò da solo fino a che Bernardo non divenne maggiorenne nel 1339, quindi governarono insieme. Nel 1347 Nicola e Bernardo si accordarono per una spartizione in cui Bernardo ebba la parte Werle-Waren. Nel 1374, alla morte di Giovanni IV di Werle, Bernardo ereditò anche la parte Werle-Goldberg.
Nel 1341 Bernardo sposò Elisabetta, figlia del conte Giovanni III di Holstein-Plön. Ebbero tre figli:
- Giovanni VI di Werle, signore di Werle-Waren;
- Mirislava di Werle-Waren, che divenne suora;
- Matilde di Werle-Waren, sposata il 26 febbraio 1377 con Enrico III di Meclemburgo.

La data della morte di Bernardo non è nota con certezza. L'ultima data in cui viene menzionato da vivo è il 16 gennaio 1382, mentre al 13 aprile dello stesso anno non era più vivo.

## Ascendenza
|                                         |                                          |                                          | Genitori                                  |  |  | Nonni |  |  | Bisnonni                   |  |  | Trisnonni                                 |  |
|                                         |                                          |                                          |                                           |  |  |       |  |  | Nicola I, signore di Werle |  |  | Enrico Borwin II, principe di Meclemburgo |  |
|                                         |                                          |                                          |                                           |  |  |       |  |  | Nicola I, signore di Werle |  |  | Enrico Borwin II, principe di Meclemburgo |  |
|                                         |                                          | Cristina di Svezia                       |                                           |  |  |       |  |  | Nicola I, signore di Werle |  |  |                                           |  |
| Giovanni I, signore di Werle            |                                          |                                          |                                           |  |  |       |  |  | Nicola I, signore di Werle |  |  |                                           |  |
|                                         |                                          | Jutta di Anhalt                          | Enrico I, principe di Anhalt              |  |  |       |  |  |                            |  |  |                                           |  |
|                                         |                                          | Jutta di Anhalt                          | Enrico I, principe di Anhalt              |  |  |       |  |  |                            |  |  |                                           |  |
|                                         |                                          | Jutta di Anhalt                          | Ermengarda di Turingia                    |  |  |       |  |  |                            |  |  |                                           |  |
| Giovanni II, signore di Werle-Güstrow   |                                          | Jutta di Anhalt                          |                                           |  |  |       |  |  |                            |  |  |                                           |  |
|                                         |                                          | Guntero I, conte di Lindow-Ruppin        | Gebardo I, conte di Lindow-Ruppin         |  |  |       |  |  |                            |  |  |                                           |  |
|                                         |                                          | Guntero I, conte di Lindow-Ruppin        | Gebardo I, conte di Lindow-Ruppin         |  |  |       |  |  |                            |  |  |                                           |  |
|                                         |                                          | Guntero I, conte di Lindow-Ruppin        | Edvige di Hirscher-Siebenburgen           |  |  |       |  |  |                            |  |  |                                           |  |
| Sofia di Lindow-Ruppin                  |                                          | Guntero I, conte di Lindow-Ruppin        |                                           |  |  |       |  |  |                            |  |  |                                           |  |
|                                         |                                          | Eufemia di Rügen                         | Vislavo I, principe di Rügen              |  |  |       |  |  |                            |  |  |                                           |  |
|                                         |                                          | Eufemia di Rügen                         | Vislavo I, principe di Rügen              |  |  |       |  |  |                            |  |  |                                           |  |
|                                         |                                          | Eufemia di Rügen                         | Margherita di Svezia                      |  |  |       |  |  |                            |  |  |                                           |  |
| Bernardo II, signore di Werle-Waren     |                                          | Eufemia di Rügen                         |                                           |  |  |       |  |  |                            |  |  |                                           |  |
|                                         | Alberto I, duca di Brunswick-Grubenhagen | Ernesto I, duca di Brunswick-Grubenhagen |                                           |  |  |       |  |  |                            |  |  |                                           |  |
|                                         | Alberto I, duca di Brunswick-Grubenhagen | Ernesto I, duca di Brunswick-Grubenhagen |                                           |  |  |       |  |  |                            |  |  |                                           |  |
|                                         | Alberto I, duca di Brunswick-Grubenhagen | Adelaide di Everstein-Polle              |                                           |  |  |       |  |  |                            |  |  |                                           |  |
| Enrico I, duca di Brunswick-Grubenhagen | Alberto I, duca di Brunswick-Grubenhagen |                                          |                                           |  |  |       |  |  |                            |  |  |                                           |  |
|                                         |                                          | Agnese I di Brunswick-Wolfenbüttel       | Magnus II, duca di Brunswick-Wolfenbüttel |  |  |       |  |  |                            |  |  |                                           |  |
|                                         |                                          | Agnese I di Brunswick-Wolfenbüttel       | Magnus II, duca di Brunswick-Wolfenbüttel |  |  |       |  |  |                            |  |  |                                           |  |
|                                         |                                          | Agnese I di Brunswick-Wolfenbüttel       | Caterina di Anhalt-Bernburg               |  |  |       |  |  |                            |  |  |                                           |  |
| Matilde di Brunswick-Grubenhagen        |                                          | Agnese I di Brunswick-Wolfenbüttel       |                                           |  |  |       |  |  |                            |  |  |                                           |  |
|                                         |                                          | Ottone I, duca di Brunswick-Göttingen    | Ernesto I, duca di Brunswick-Göttingen    |  |  |       |  |  |                            |  |  |                                           |  |
|                                         |                                          | Ottone I, duca di Brunswick-Göttingen    | Ernesto I, duca di Brunswick-Göttingen    |  |  |       |  |  |                            |  |  |                                           |  |
|                                         |                                          | Ottone I, duca di Brunswick-Göttingen    | Elisabetta d'Assia                        |  |  |       |  |  |                            |  |  |                                           |  |
| Elisabetta di Brunswick-Göttingen       |                                          | Ottone I, duca di Brunswick-Göttingen    |                                           |  |  |       |  |  |                            |  |  |                                           |  |
|                                         |                                          | Margherita di Berg                       | Guglielmo II, duca di Berg                |  |  |       |  |  |                            |  |  |                                           |  |
|                                         |                                          | Margherita di Berg                       | Guglielmo II, duca di Berg                |  |  |       |  |  |                            |  |  |                                           |  |
|                                         |                                          | Margherita di Berg                       | Anna del Palatinato                       |  |  |       |  |  |                            |  |  |                                           |  |
|                                         |                                          | Margherita di Berg                       |                                           |  |  |       |  |  |                            |  |  |                                           |  |